# Pieve d'Olmi
Pieve d'Olmi é uma comuna italiana da região da Lombardia, província de Cremona, com cerca de 1.170 habitantes. Estende-se por uma área de 19 km², tendo uma densidade populacional de 62 hab/km². Faz fronteira com Bonemerse, Malagnino, San Daniele Po, Sospiro, Stagno Lombardo, Zibello (PR).

## Demografia
| Variação demográfica do município entre 1861 e 2011                               |
|                                                                                   |
| Fonte: Istituto Nazionale di Statistica (ISTAT) - Elaboração gráfica da Wikipedia |